# Stan Brakhage
 (mai 2024).
Si vous disposez d'ouvrages ou d'articles de référence ou si vous connaissez des sites web de qualité traitant du thème abordé ici, merci de compléter l'article en donnant les références utiles à sa vérifiabilité et en les liant à la section « Notes et références ».
Stan Brakhage (né le 14 janvier 1933 à Kansas City, dans le Missouri et mort le 9 mars 2003  à Victoria, en Colombie-Britannique, au Canada) est un réalisateur américain.
Stan Brakhage est certainement l'un des cinéastes expérimentaux les plus féconds et durable du XXe siècle avec plus de 300 films réalisés entre 1952 à 2003.

## Biographie

### Jeunesse et formation
Stan Brakhage est né Robert Sanders dans un orphelinat de Kansas City, Missouri. Trois semaines après sa naissance, il est adopté par Ludwig et Clara Brakhage, et rebaptisé James Stanley Brakhage. Dès l’âge de quatre ans, il entame une carrière de pianiste et chanteur soprano à la radio, ce jusqu’en 1946. Peu après avoir terminé son enseignement secondaire à Denver dans le Colorado, il entame des études supérieures au Dartmouth College en 1951.
Sa carrière de cinéaste débute après avoir quitté le Dartmouth College, en 1952, avec le court-métrage Interim réalisé chez lui, à Denver. Influencé par Sergueï Eisenstein et les films de Jean Cocteau, ce premier film embrasse le style néo-réaliste sur une trame sonore de James Tenney.
En 1953, Brakhage s’inscrit à l'Institute of Fine Arts de San Francisco. Son séjour là-bas lui permettra de faire connaissance avec les poètes avant-gardistes Robert Duncan et Kenneth Rexroth desquels il tirera une forte influence. Le manque de ressources financières sera la principale raison du retour de Brakhage au Colorado. Il y dirige une petite troupe de théâtre à Central city ; on y joue les œuvres de Wedekind, Strindberg et Tchekhov.
Toutefois, Brakhage, toujours tourné vers le cinéma, finance son nouveau projet : Unglassed Windows Cast a Terrible Reflection, qu’il réalise avant de retourner à San Francisco, pour ensuite revenir au Colorado, où son père lui offre de financer son nouveau projet Desistfilm en décembre 1953. Après son film, il travaille dans une plantation d’eucalyptus à Nyles en Californie. Il réalise son premier film en couleurs, puis Reflections on Black qui reçoit un prix de la Creative Film Foundation. Il s'établit à San Francisco où il crée un atelier de production cinématographique et obtient des contrats de publicité.
À la fin de 1954, il part pour New York et fait la connaissance de plusieurs artistes expérimentaux, parmi lesquels les compositeurs John Cage, Edgard Varèse et les cinéastes de l’avant-garde Ian Hugo, Maya Deren, Marie Menken et Joseph Cornell.

### Brakhage le cinéaste
Au cours de l'année 1955, Brakhage travaille sur de nombreux projets de films dont Centuries of June, en collaboration avec le cinéaste Joseph Cornell, The Wonder ring, son premier film en couleur et Reflections on Black qui reçoit un prix de la Creative Film Foundation. Contrairement à ses premières œuvres qui ont un caractère narratif, il s'aventure de plus en plus, avec ses nouvelles réalisations, dans l'abstraction expérimentale, inspiré notamment par le film français Traité de bave et d'éternité d'Isidore Isou (1951). L'année suivante, il est engagé pour faire des conférences sur le cinéma, au théâtre du collectionneur et distributeur Raymond Rohauer de Los Angeles en plus de réaliser Flesh of Morning et Nightcats. C'est également à partir de 1956 qu'il reçoit des contrats de film corporatifs et de publicité pour la télévision.
En 1957, le cinéaste, quitte le milieu artistique underground New-yorkais, s'installe à Denver et se marie avec Jane Collum qui devient non seulement sa femme, mais également sa source d'inspiration durant les prochaines années. Sa vie de famille devient à cette époque un sujet de prédilection pour Brakhage. La même année, il travaille sur le court-métrage en deux temps Daybreak et Whiteye, ainsi que sur Loving.
Le film suivant, Anticipation of the Night (1958), est un point tournant pour le cinéaste et pour les formes du cinéma expérimental, puisque l'œuvre suggère que le propos devient lui-même subjectif. Peu de temps après, il se rend au festival du film de Bruxelles, où il assiste aux films de réalisateurs comme Peter Kubelka and Robert Breer.
En 1959, Brakhage filme la naissance de son premier enfant. Les images, une fois montées, donnent Window Water Baby Moving, une des œuvres les plus célèbres de l'artiste. Il tourne également la même année Sirius Remembered, qui illustre la décomposition du chien décédé de la famille. Il commence également à présenter ses œuvres en public et fait des conférences sur ces dernières et celles d'autres réalisateurs. La naissance de son troisième enfant, en 1961, est l'occasion de réaliser le film Thigh Line lyre Triangular.
Au début des années 1960, en plus de tourner The Dead, au cimetière du Père-Lachaise à Paris, le cinéaste articule sa conception du cinéma et de la perception avec l'écriture de Metaphors on Vision, paru en 1963. Sur le plan technique, ce dernier innove, la même année, avec Mothlight, une série d'insectes et de végétaux collés directement sur pellicule 16 mm. Jusqu'en 1964, il réalise Dog Star Man, son magnum opus de 74 minutes en cinq segments. Ce film voit sa durée portée à 250 minutes en 1965 et est rebaptisé The Art of Vision. À la suite du vol de son équipement 16 mm cette même année, Brakhage se tourne vers le 8 mm jusqu'en 1969.
Les réflexions politiques, et plus particulièrement sur la guerre, sont un nouveau thème que l'artiste explore avec 23rd Psalm Branch en 1966 ou dans certains des trente films Song (1964-1969).
La fin des années 1960 marque une nouvelle phase dans l'œuvre de Brakhage. Les films Scenes from under childhood (1967-1970), The wair falcon saga, The machine of Eden et The animals of Eden and after traitent tous du retour à l'enfance et des premiers stades de la vie et du corps. En 1971, avec Eyes, Deus Ex (1971) et The Act of Seeing with One's Own Eyes, il filme les trois institutions du contrôle des corps : la police, l'hôpital et la morgue.

## Filmographie

### Comme réalisateur
- 1952 : Interim
- 1953 : Unglassed Windows Cast a Terrible Reflection (en)
- 1953 : The Boy and the Sea
- 1954 : The Way to Shadow Garden (en)
- 1954 : The Extraordinary Child
- 1954 : Desistfilm
- 1955 : The Wonder Ring
- 1955 : Untitled Film of Geoffrey Holder's Wedding
- 1955 : Reflections on Black
- 1955 : In Between
- 1955 : Centuries of June
- 1956 : Zone Moment
- 1956 : Nightcats
- 1956 : Flesh of Morning
- 1957 : Whiteye
- 1957 : Loving
- 1957 : Daybreak
- 1958 : Anticipation of the Night
- 1959 : Window Water Baby Moving
- 1959 : Wedlock House: An Intercourse
- 1959 : Sirius Remembered
- 1959 : Cat's Cradle (en)
- 1960 : The Dead (1960)
- 1961 : Blue Moses (en)
- 1961 : Films by Stan Brakhage: An Avant-Garde Home Movie
- 1962 : Silent Sound Sense Stars Subotnick and Sender
- 1962 : Dog Star Man: Part I
- 1962 : Blue Moses (en)
- 1962 : Prelude: Dog Star Man
- 1963 : A Woe Story
- 1963 : Oh Life
- 1963 : Mothlight
- 1963 : Meat Jewel
- 1963 : Dog Star Man: Part II
- 1963 : The A-Test News
- 1964 : Song 8
- 1964 : Song 7
- 1964 : Song 6
- 1964 : Song 5
- 1964 : Song 4
- 1964 : Song 3
- 1964 : Song 2
- 1964 : Song 1
- 1964 : Dog Star Man: Part IV
- 1964 : Dog Star Man: Part III
- 1965 : Vein
- 1965 : Two: Creeley/McClure
- 1965 : Song 9
- 1965 : Song 22
- 1965 : Song 21
- 1965 : Song 20
- 1965 : Song 19
- 1965 : Song 18
- 1965 : Song 17
- 1965 : Song 16
- 1965 : Song 14
- 1965 : Song 13
- 1965 : Song 12
- 1965 : Song 11
- 1965 : Song 10
- 1965 : Pasht
- 1965 : Fire of Waters (en)
- 1965 : Bluewhite
- 1965 : Blood's Tone
- 1965 : Black Vision
- 1965 : The Art of Vision (en)
- 1965 : 15 Song Traits
- 1967 : Song 25
- 1967 : Song 24
- 1967 : Scenes From Under Childhood Section#1
- 1967 : Eye Myth (en)
- 1967 : 23rd Psalm Branch: Part I
- 1968 : Song 26
- 1968 : My Mountain Song 27
- 1968 : Lovemaking
- 1968 : The Horseman, the Woman, and the Moth
- 1969 : Window Suite of Children's Songs
- 1969 : Song 29
- 1969 : Song 28
- 1969 : Song 27 (Part II) Rivers
- 1969 : Scenes From Under Childhood Section#3
- 1969 : Scenes From Under Childhood Section#2
- 1969 : American 30's Song
- 1970 : The Weir-Falcon Saga
- 1970 : Sexual Meditation No. 1: Motel
- 1970 : Sexual Meditation: Hotel
- 1970 : Scenes From Under Childhood Section#4
- 1970 : The Machine of Eden
- 1970 : The Animals of Eden and After
- 1971 : Western History
- 1971 : The Trip to Door
- 1971 : Sexual Meditation: Room with View (en)
- 1971 : The Peaceable Kingdom
- 1971 : Fox Fire Child Watch
- 1971 : Eyes
- 1971 : Door
- 1971 : Deus Ex (film)
- 1971 : Angels'
- 1971 : The Act of Seeing with One's Own Eyes
- 1972 : The Wold Shadow (en)
- 1972 : The Shores of Phos: A Fable
- 1972 : Sexual Meditation: Open Field
- 1972 : Sexual Meditation: Office Suite
- 1972 : Sexual Meditation: Faun's Room, Yale
- 1972 : The Presence
- 1972 : The Riddle of Lumen
- 1972 : The Process
- 1973 : The Women
- 1973 : Sincerity I
- 1973 : Gift
- 1974 : The Text of Light (en)
- 1974 : The Stars Are Beautiful
- 1974 : Star Garden
- 1974 : Sol
- 1974 : Skein
- 1974 : Hymn to Her
- 1974 : He Was Born, He Suffered, He Died
- 1974 : Flight
- 1974 : Dominion
- 1974 : Clancy
- 1974 : Aquarien
- 1975 : Sincerity II
- 1975 : Short Films: 1975#9
- 1975 : Short Films: 1975#8
- 1975 : Short Films: 1975#7
- 1975 : Short Films: 1975#6
- 1975 : Short Films: 1975#5
- 1975 : Short Films: 1975#4
- 1975 : Short Films: 1975#3
- 1975 : Short Films: 1975#2
- 1975 : Short Films: 1975#1
- 1975 : Short Films: 1975#10
- 1976 : Window
- 1976 : Trio
- 1976 : Tragoedia
- 1976 : Sketches
- 1976 : Short Films: 1976
- 1976 : Rembrandt, Etc., and Jane
- 1976 : Highs
- 1976 : Gadflies
- 1976 : The Dream, NYC, the Return, the Flower
- 1976 : Desert
- 1976 : Airs
- 1976 : Absence
- 1977 : Soldiers and Other Cosmic Objects
- 1977 : The Governor
- 1977 : The Domain of the Moment
- 1978 : Thot-Fal'N
- 1978 : Sluice
- 1978 : Sincerity III
- 1978 : Purity, and After
- 1978 : Nightmare Series
- 1978 : Duplicity II
- 1978 : Duplicity
- 1978 : Centre
- 1978 : Burial Path
- 1978 : Bird
- 1978 : 23rd Psalm Branch: Part II
- 1979 : Roman Numeral Series II
- 1979 : Roman Numeral Series I
- 1979 : Creation
- 1979 : @
- 1980 : Sincerity V
- 1980 : Sincerity IV
- 1980 : Salome
- 1980 : Roman Numeral Series VII
- 1980 : Roman Numeral Series VI
- 1980 : Roman Numeral Series V
- 1980 : Roman Numeral Series IV
- 1980 : Roman Numeral Series III
- 1980 : Other
- 1980 : Murder Psalm
- 1980 : Made Manifest
- 1980 : Duplicity III
- 1980 : Arabic Numeral Series 3
- 1980 : Arabic Numeral Series 2
- 1980 : Arabic Numeral Series 1
- 1980 : Aftermath
- 1981 : Unconscious London Strata
- 1981 : RR
- 1981 : Roman Numeral Series VIII
- 1981 : Roman Numeral Series IX
- 1981 : Nodes
- 1981 : The Garden of Earthly Delights (en)
- 1981 : Arabic Numeral Series 9
- 1981 : Arabic Numeral Series 8
- 1981 : Arabic Numeral Series 7
- 1981 : Arabic Numeral Series 6
- 1981 : Arabic Numeral Series 5
- 1981 : Arabic Numeral Series 4
- 1981 : Arabic Numeral Series 13
- 1981 : Arabic Numeral Series 12
- 1981 : Arabic Numeral Series 11
- 1981 : Arabic Numeral Series 10
- 1981 : Arabic Numeral Series 0
- 1981 : Hell Spit Flexion
- 1982 : Arabic Numeral Series 19
- 1982 : Arabic Numeral Series 18
- 1982 : Arabic Numeral Series 17
- 1982 : Arabic Numeral Series 16
- 1982 : Arabic Numeral Series 15
- 1982 : Arabic Numeral Series 14
- 1984 : Tortured Dust
- 1984 : Egyptian Series
- 1986 : Night Music
- 1986 : The Loom
- 1986 : Jane
- 1986 : Fireloop
- 1986 : Dance Shadows by Danielle Helander
- 1986 : Confession
- 1986 : The Aerodyne
- 1987 : Loud Visual Noises
- 1987 : Kindering
- 1987 : Faustfilm: An Opera: Part I
- 1987 : The Dante Quartet (en)
- 1988 : Rage Net
- 1988 : Matins
- 1988 : Faust's Other: An Idyll
- 1988 : Faust 3: Candida Albacore
- 1988 : Marilyn's Window
- 1988 : I... Dreaming (en)
- 1989 : Visions in Meditation#2: Mesa Verde
- 1989 : Visions in Meditation#1
- 1989 : Faust 4
- 1989 : Babylon Series
- 1990 : Visions in Meditation#4: D.H. Lawrence
- 1990 : Visions in Meditation#3: Plato's Cave
- 1990 : The Thatch of Night
- 1990 : Passage Through: A Ritual
- 1990 : Glaze of Cathexis
- 1990 : City Streaming
- 1990 : Babylon Series#3
- 1990 : Babylon Series#2
- 1991 : Vision of the Fire Tree
- 1991 : Delicacies of Molten Horror Synapse
- 1991 : Christ Mass Sex Dance
- 1991 : A Child's Garden and the Serious Sea
- 1991 : Agnus Dei Kinder Synapse
- 1992 : Interpolations I-V
- 1992 : For Marilyn
- 1992 : Crack Glass Eulogy
- 1992 : Boulder Blues and Pearls and...
- 1993 : Tryst Haunt
- 1993 : Three Homerics
- 1993 : Study in Color and Black and White
- 1993 : Stellar
- 1993 : The Harrowing
- 1993 : Ephemeral Solidarity
- 1993 : Blossom Gift/Favor
- 1993 : Autumnal
- 1994 : We Hold These
- 1994 : Naughts
- 1994 : The Mammals of Victoria
- 1994 : I Take These Truths
- 1994 : First Hymn to the Night - Novalis
- 1994 : Elementary Phrases
- 1994 : The Chartres Series
- 1994 : Cannot Not Exist
- 1994 : Cannot Exist
- 1994 : Black Ice
- 1995 : Spring Cycle
- 1995 : Sorrowing
- 1995 : Retrospect: The Passover
- 1995 : Paranoia Corridor
- 1995 : The Lost Films
- 1995 : In Consideration of Pompeii
- 1995 : I Am Afraid: And This Is My Fear
- 1995 : I...
- 1995 : Earthen Aerie
- 1995 : Blue Black: Introspection
- 1995 : Blood Drama
- 1996 : Two Found Objects of Charles Boultenhouse
- 1996 : Shockingly Hot
- 1996 : Sexual Saga
- 1996 : Prelude 9
- 1996 : Prelude 8
- 1996 : Prelude 7
- 1996 : Prelude 6
- 1996 : Prelude 5
- 1996 : Prelude 4
- 1996 : Prelude 3
- 1996 : Prelude 24
- 1996 : Prelude 23
- 1996 : Prelude 22
- 1996 : Prelude 2
- 1996 : Prelude 21
- 1996 : Prelude 20
- 1996 : Prelude 19
- 1996 : Prelude 18
- 1996 : Prelude 17
- 1996 : Prelude 16
- 1996 : Prelude 15
- 1996 : Prelude 14
- 1996 : Prelude 13
- 1996 : Prelude 12
- 1996 : Prelude 1
- 1996 : Prelude 11
- 1996 : Prelude 10
- 1996 : Polite Madness
- 1996 : The Fur of Home
- 1996 : Concrescence
- 1996 : Blue Value
- 1996 : Beautiful Funerals
- 1997 : Yggdrasill: Whose Roots Are Stars in the Human Mind
- 1997 : Self Song/Death Song
- 1997 : Divertimento
- 1997 : Commingled Containers
- 1997 : The Cat of the Worm's Green Realm
- 1998 : ...Reel Two
- 1998 : ...Reel Three
- 1998 : ...Reel One
- 1998 : ...Reel Four
- 1998 : Female Mystique and Spare Leaves
- 1999 : Worm and Web Love
- 1999 : Stately Mansions Did Decree
- 1999 : Persian Series#5
- 1999 : Persian Series#4
- 1999 : Persian Series#3
- 1999 : Persian Series#2
- 1999 : Persian Series#1
- 1999 : Moilsome Toilsome
- 1999 : The Lion and the Zebra Make God's Raw Jewels
- 1999 : The Earthsong of the Cricket
- 1999 : The Dark Tower
- 1999 : Cricket Requiem
- 1999 : Coupling
- 1999 : Cloud Chamber
- 1999 : The Birds of Paradise
- 1999 : Alternating Currents
- 1999 : ...Reel Five
- 2000 : Water for Maya
- 2000 : Persian Series#9
- 2000 : Persian Series#8
- 2000 : Persian Series#7
- 2000 : Persian Series#6
- 2000 : Persian Series#12
- 2000 : Persian Series#11
- 2000 : Persian Series#10
- 2000 : The God of Day Had Gone Down Upon Him
- 2000 : Dance
- 2001 : Very
- 2001 : Rounds
- 2001 : Night Mulch
- 2001 : Micro-Garden
- 2001 : Jesus Wept
- 2001 : In Jesus Name
- 2001 : Christ on Cross
- 2001 : Baby Jesus
- 2001 : Occam's Thread
- 2001 : Lovesong 2
- 2001 : Lovesong
- 2001 : Persian Series#18
- 2001 : Persian Series#17
- 2001 : Persian Series#16
- 2001 : Persian Series#15
- 2001 : Persian Series#14
- 2001 : Persian Series#13
- 2002 : Resurrectus Est
- 2002 : Max
- 2002 : Lovesong 3
- 2002 : Ascension
- 2002 : Lovesong 6
- 2002 : Lovesong 5
- 2002 : Dark Night of the Soul
- 2002 : Panels for the Walls of Heaven
- 2002 : SB (One Minute for Vienna)
- 2002 : Lovesong 4
- 2002 : Seasons...
- 2003 : Stan's Window
- 2003 : Work in Progress
- 2003 : Chinese Series

### Prix
- Reflections On Black, Prix du jury au Festival international du film expérimental de Bruxelles en 1958[4].